# Nino Rota
Giovanni Rota Rinaldi, conegut com a Nino Rota (Milà, 3 de desembre de 1911 - Roma, 10 d'abril de 1979), va ser un compositor, pianista, director d'orquestra i acadèmic italià que conegut especialment per la seva música per a cinema, sobretot per a les pel·lícules de Federico Fellini i Luchino Visconti. També va compondre la música de dues de les adaptacions cinematogràfiques de Shakespeare de Franco Zeffirelli i de les dues primeres entregues de la trilogia El Padrí de Francis Ford Coppola. Va guanyar l'⁣Oscar a la millor banda sonora original per El Padrí II (1974).
Durant la seva llarga carrera, Rota va ser un compositor extraordinàriament prolífic, especialment de música per al cinema. Va escriure més de 150 bandes sonores per a produccions italianes i internacionals des de la dècada de 1930 fins a la seva mort el 1979 —una mitjana de tres bandes sonores cada any durant un període de quaranta-sis anys, i en el seu període més productiu, des de finals de la dècada de 1940 fins a mitjans de la de 1950, va escriure fins a deu bandes sonores cada any, i de vegades més, amb un màxim de tretze bandes sonores el 1954. Al costat d'aquesta gran obra cinematogràfica, va compondre deu òperes, cinc ballets i desenes d'altres obres orquestrals, corals i de cambra, la més coneguda de les quals és el seu Concert per a orquestra de corda. També va compondre la música de nombroses produccions teatrals de Visconti, Zeffirelli i Eduardo De Filippo, a més de mantenir una llarga carrera docent al Liceo Musicale de Bari (Itàlia), on va ser el director durant gairebé trenta anys.

## Carrera inicial

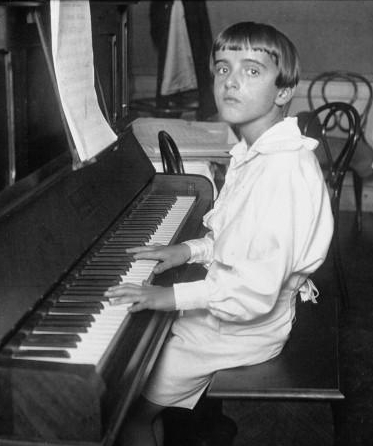
Rota als 12 anys

Rota va néixer Giovanni Rota Rinaldi el 3 de desembre de 1911 en una família de músics a Milà, Itàlia. Va ser un nen prodigi reconegut: el seu primer oratori, L'infanzia di San Giovanni Battista, escrit als onze anysva ser interpretat a Milà i París ja el 1923; després, va compondre la seva comèdia lírica en tres actes de Hans Christian Andersen, Il Principe Porcaro, quan només tenia tretze anys i es va publicar el 1926. Va estudiar al conservatori de Milà amb Giacomo Orefice i després va emprendre un estudi seriós de composició amb Ildebrando Pizzetti i Alfredo Casella al Conservatorio Santa Cecilia de Roma, on es va graduar el 1930.
Encoratjat per Arturo Toscanini, Rota es va traslladar als Estats Units, on va viure de 1930 a 1932. Va guanyar una beca al Curtis Institute de Filadèlfia, on va estudiar direcció amb Fritz Reiner i composició amb Rosario Scalero. De tornada a Milà, va escriure una tesi sobre el compositor renaixentista Gioseffo Zarlino. Rota es va llicenciar el 1937 en literatura a la Universitat de Milà i va començar una carrera docent que el va portar a la direcció del Liceo Musicale de Bari, càrrec que va ocupar des de 1950 fins a 1978.

## Partitures de pel·lícules
Nino Rota va escriure la partitura de la pel·lícula The Glass Mountain el 1949. Cal destacar la cançó de Tito Gobbi. La pel·lícula va guanyar diversos premis.
En la seva entrada sobre Rota a l'edició de 1988 de The Concise Baker's Biographical Dictionary of Composers and Musicians, l'estudiós de música Nicolas Slonimsky el va descriure com a «brillant» i va afirmar que el seu estil musical:
| « | demostra una gran facilitat i fins i tot felicitat, amb ocasionals incursions atrevides en la dodecafonia. No obstant això, les seves composicions més duradores estan relacionades amb la seva música per al cinema; va compondre les bandes sonores d'un gran nombre de pel·lícules del director italià Federico Fellini, cobrint el període des de 1950 fins a 1979. | » |

Un dels hàbits compositius de Rota, però, va ser objecte de comentaris desaprovadors: la seva inclinació pel pastitx de diversos estils passats, que sovint es convertia en una cita directa de la seva pròpia música anterior o fins i tot de la música d'altres. Un dels exemples més destacats d'aquesta incorporació és el seu ús del Larghetto de la Serenata per a cordes en mi major de Dvorák com a tema per a un personatge de La Strada de Fellini.
Durant la dècada de 1940, Rota va compondre partitures per a més de trenta-dues pel·lícules, inclosa Zaza de Renato Castellani. (1944). La seva associació amb Fellini va començar amb Lo Sceicco Bianco (El xeic blanc) (1952), seguida de I Vitelloni (1953) i La Strada (El camí) (1954). Van continuar treballant junts durant dècades, i Fellini va recordar:
| « | El col·laborador més preciat que he tingut mai, ho dic sense dubtar-ho, va ser Nino Rota — entre nosaltres, immediatament, una harmonia completa i total... Tenia una imaginació geomètrica, un enfocament musical digne de les esferes celestials. Així doncs, no necessitava veure imatges de les meves pel·lícules. Quan li preguntava sobre les melodies que tenia al cap per comentar una seqüència o una altra, m'adonava clarament que no li preocupaven gens les imatges. El seu món era interior, dins d'ell mateix, i la realitat no tenia manera d'entrar-hi. | » |

La relació entre Fellini i Rota era tan forta que al funeral de Fellini, Giulietta Masina, l'esposa de Fellini, va demanar al trompetista Mauro Maur que interpretés l'lmprovviso dell'Angelo de Rota a la Basílica de Santa Maria degli Angeli e dei Martiri de Roma.
La partitura de Rota per a 8½ de Fellini (1963) se cita sovint com un dels factors que fan cohesionar la pel·lícula. La seva partitura per a Giulietta dels esperits (1965), també de Fellini, incloïa una col·laboració amb Eugene Walter a la cançó Go Milk the Moon (extreta de la versió final de la pel·lícula), i de nou van fer equip per a la cançó What Is a Youth?, part de la partitura de Rota per a Romeo and Juliet de Franco Zeffirelli.
L'⁣American Film Institute va classificar la partitura de Rota per a El Padrí en el número 5 a la llista de les millors partitures de pel·lícules. Després de ser nominat a un Premi de l'Acadèmia per aquesta banda sonora, la nominació va ser posteriorment revocada quan es va descobrir que Rota havia reutilitzat un tema d'una banda sonora anterior, que havia escrit dues dècades abans per a la pel·lícula Fortunella i, per tant, ja no es considerava original tot i ser interpretada de manera diferent. Aleshores, la nominació es va donar a la pel·lícula Sleuth, mentre que Charlie Chaplin i dos coautors per la seva partitura van aparèixer a Limelight, una pel·lícula de vint-i-un anys que acabava de ser elegible per guanyar el premi perquè no s'havia projectat a Los Angeles fins al 1972. Va guanyar un Oscar per la seva partitura per a El Padrí II. La seva partitura per a Guerra i pau també va ser nominada a la llista. En total, Rota va escriure partitures per a més de 150 pel·lícules.

## Música orquestral, de cambra i coral
Rota va escriure nombrosos concerts i altres obres orquestrals, així com música per a piano, cambra i coral, gran part dels quals s'han enregistrat i editat en CD. Després de la seva mort per insuficiència cardíaca el 1979, la música de Rota va ser el tema de l'àlbum tribut de Hal Willner de 1981 Amarcord Nino Rota, que va comptar amb diversos músics de jazz relativament desconeguts però ara famosos. Gus Van Sant va utilitzar part de la música de Rota a la seva pel·lícula Paranoid Park de 2007 i el director Michael Winterbottom va utilitzar diverses seleccions de Rota a la pel·lícula de 2005 Tristram Shandy: A Cock and Bull Story. Danny Elfman cita freqüentment Nino Rota com una influència important (sobretot en les seves partitures per a les pel·lícules de Pee-Wee). El director Mario Monicelli va filmar un documental Un amico magico: il maestro Nino Rota que va incloure entrevistes a Franco Zeffirelli i Riccardo Muti (estudiant de Rota al Conservatori de Bari), i va seguir un documental alemany Nino Rota - Un maestro della musica. Tots dos van explorar el vessant cinematogràfic i de concert del compositor.

## Òperes
La seva òpera de 1955 Il cappello di paglia di Firenze (El barret de palla de Florència) és una adaptació de l'obra d'⁣Eugène Labiche i va ser presentada per l'⁣Òpera de Santa Fe el 1977. L'any 2005 la seva òpera Aladino e la lampada magica (Aladí i la làmpada màgica), amb Cosmin Ifrim en el paper principal, es va representar en traducció alemanya a l'⁣Òpera Estatal de Viena i es va publicar en DVD. Il cappello di paglia di Firenze i Aladino e la lampada magica es posen en escena regularment a Europa, així com molts títols simfònics i de cambra.
Escrita per a una producció de ràdio per la RAI l'any 1950, la seva òpera curta, I due timidi (Els dos tímids), va ser presentada per l'Òpera de Santa Fe com a part del seu programa de pretemporada One-Hour Opera al maig/juny de 2008.

## Vida personal i mort
Rota va tenir una filla, Nina Rota, d'una relació amb la pianista Magda Longari.
Rota va morir a Roma el 10 d'abril de 1979, als seixanta-set anys, d'una trombosi coronària.

## Bandes sonores

### Dècada de 1930
- 1933: Treno popolare, direcció de Raffaello Matarazzo

### Dècada de 1940
- 1942: Giorno di nozze, direcció de Raffaello Matarazzo
- 1943: Il birichino di papà, direcció de Raffaello Matarazzo
- 1944:
  - Zazà, direcció de Renato Castellani
  - La donna della montagna, direcció de Renato Castellani
- 1945:
  - La freccia nel fianco, direcció d'Alberto Lattuada i, sense acreditar, Mario Costa
  - Lo sbaglio di essere vivo, direcció de Carlo Ludovico Bragaglia
  - Le miserie del signor Travet, direcció de Mario Soldati
- 1946:
  - Vanità, direcció de Giorgio Pàstina
  - Un americano in vacanza, direcció de Luigi Zampa
  - Albergo Luna, camera 34, direcció de Carlo Ludovico Bragaglia
  - Mio figlio professore, direcció de Renato Castellani
  - Roma città libera o Roma città libera (La notte porta consiglio), direcció de Marcello Pagliero
- 1947:
  - Il delitto di Giovanni Episcopo, direcció d'Alberto Lattuada
  - Daniele Cortis, direcció de Mario Soldati
  - Come persi la guerra, direcció de Carlo Borghesio
  - Vivere in pace, direcció de Luigi Zampa
- 1948:
  - Totò al giro d'Italia, direcció de Mario Mattoli
  - Proibito rubare, direcció de Luigi Comencini (1948)
  - Molti sogni per le strade, direcció de Mario Camerini (1948)
  - Sotto il sole di Roma, direcció de Renato Castellani (1948)
  - Fuga in Francia, direcció de Mario Soldati (1948)
  - È primavera..., direcció de Renato Castellani (1948)
  - Senza pietà, direcció d'Alberto Lattuada (1948)
  - Arrivederci, papà!, direcció de Camillo Mastrocinque (1948)
  - Amanti senza amore, direcció de Gianni Franciolini (1948)
  - Anni difficili, direcció de Luigi Zampa (1948)
  - L'eroe della strada, direcció de Carlo Borghesio (1948)
- 1949:
  - Quel bandito sono io, direcció de Mario Soldati
  - La montagna di cristallo (The Glass Mountain), direcció d'Edoardo Anton i Henry Cass
  - Come scopersi l'America, direcció de Carlo Borghesio
  - Vendico il tuo peccato (Obsession), direcció d'Edward Dmytryk
  - I pirati di Capri, direcció d'Edgar G. Ulmer i Giuseppe Maria Scotese
  - Children of Chance, direcció de Luigi Zampa

### Dècada de 1950
- 1950:
  - Campane a martello, direcció de Luigi Zampa
  - Vita da cani, direcció de Mario Monicelli i Steno
  - Peppino e Violetta, direcció de Maurice Cloche
  - Napoli milionaria, direcció d'Eduardo De Filippo
  - È più facile che un cammello..., direcció de Luigi Zampa
  - È arrivato il cavaliere, direcció de Mario Monicelli i Steno
  - Due mogli sono troppe, direcció de Mario Camerini
  - Donne e briganti, direcció de Mario Soldati
- 1951:
  - Valley of Eagles, direcció de Terence Young
  - Totò e i re di Roma, direcció de Mario Monicelli i Steno
  - Peppino e Violetta (The Small Miracle), direcció de Maurice Cloche i Ralph Smart
  - Il monello della strada, direcció de Carlo Borghesio
  - Le meravigliose avventure di Guerrin Meschino, direcció de Pietro Francisci
  - Filumena Marturano, direcció d'Eduardo De Filippo
  - Era lui... sì! sì!, direcció de Marino Girolami, Marcello Marchesi i Vittorio Metz
  - Anna, direcció d'Alberto Lattuada
- 1952
  - I tre corsari, direcció de Mario Soldati
  - La mano dello straniero (The Stranger's Hand), direcció de Mario Soldati
  - Something Money Can't Buy, direcció de Pat Jackson
  - I sette dell'orsa maggiore, direcció de Duilio Coletti
  - La regina di Saba, direcció de Pietro Francisci
  - Noi due soli, direcció de Marino Girolami
  - Marito e moglie, direcció d'Eduardo De Filippo
  - Jolanda, la figlia del Corsaro Nero, direcció de Mario Soldati
  - Gli angeli del quartiere, direcció de Carlo Borghesio
  - Un ladro in paradiso, direcció de Domenico Paolella
  - Lo sceicco bianco, direcció de Federico Fellini
  - Venetian Bird, direcció de Ralph Thomas
- 1953:
  - Stella dell'India (Star of India), direcció d'Arthur Lubin
  - Scampolo 53, regia di Giorgio Bianchi
  - Riscatto o Riscatto - tu sei il mio giudice, direcció de Marino Girolami
  - La domenica della buona gente, direcció d'Anton Giulio Majano
  - Fanciulle di lusso, direcció de Bernard Vorhaus
  - Le boulanger de Valorgue, direcció d'Henri Verneuil
  - I vitelloni, direcció de Federico Fellini
  - Anni facili, direcció de Luigi Zampa
  - Musoduro o Amore selvaggio, direcció de Giuseppe Bennati
  - Il nemico pubblico numero uno (L'ennemi public no 1), direcció de Henri Verneuil
- 1954:
  - Via Padova 46 o Lo scocciatore o Via Padova 46 - Lo scocciatore , direcció de Giorgio Bianchi
  - Vergine moderna, direcció de Marcello Pagliero
  - La nave delle donne maledette, direcció de Raffaello Matarazzo
  - La grande speranza, direcció de Duilio Coletti
  - Le due orfanelle, direcció de Giacomo Gentilomo
  - Divisione Folgore, direcció de Duilio Coletti
  - Garibaldina, episodi de Cento anni d'amore, direcció de Lionello De Felice
  - Pendolin, episodi de Cento anni d'amore, direcció de Lionello De Felice
  - Appassionatamente, direcció de Giacomo Gentilomo
  - L'amante di Paride, direcció de Marc Allégret i Edgar G. Ulmer
  - La strada, direcció de Federico Fellini
  - Mambo, direcció de Robert Rossen
  - Proibito, direcció de Mario Monicelli
- 1955:
  - Io piaccio o La via del successo con le donne, direcció de Giorgio Bianchi
  - Accadde al penitenziario, direcció de Giorgio Bianchi
  - Un eroe dei nostri tempi, direcció de Mario Monicelli
  - Bella non piangere!, direcció de David Carbonari i Duilio Coletti
  - Il bidone, direcció de Federico Fellini
  - Amici per la pelle, direcció de Franco Rossi
  - La bella de Roma, direcció de Luigi Comencini
- 1956:
  - Guerra e pace (War and Peace), direcció de King Vidor
  - Londra chiama Polo Nord, direcció de Duilio Coletti
  - Città di notte, direcció de Leopoldo Trieste
- 1957:
  - Il medico e lo stregone, direcció de Mario Monicelli
  - Italia piccola, direcció de Mario Soldati
  - Il momento più bello, direcció de Luciano Emmer
  - Le notti bianche, direcció de Luchino Visconti
  - Le notti di Cabiria, direcció de Federico Fellini
- 1958:
  - Giovani mariti, direcció de Mauro Bolognini
  - Fortunella, direcció d'Eduardo De Filippo
  - La diga sul Pacifico (This Angry Age), direcció de René Clément
  - Deserto di gloria (El Alamein), direcció de Guido Malatesta
  - Gli italiani sono matti, direcció de Duilio Coletti i Luis María Delgado
  - La legge è legge, direcció de Christian-Jaque
- 1959:
  - La grande guerra, direcció de Mario Monicelli
  - Un ettaro di cielo, direcció d'Aglauco Casadio

### Dècada de 1960
- 1960
  - Plein soleil, direcció de René Clément
  - La dolce vita, direcció de Federico Fellini
  - Sotto dieci bandiere, direcció de Duilio Coletti
  - Rocco e i suoi fratelli, direcció de Luchino Visconti
- 1961
  - Fantasmes de Roma (Fantasmi a Roma), direcció d'Antonio Pietrangeli
  - Il brigante, direcció de Renato Castellani
- 1962
  - Mafioso, direcció d'Alberto Lattuada
  - The Best of Enemies, direcció de Guy Hamilton
  - The Reluctant Saint, direcció d'Edward Dmytryk
  - Le tentazioni del dottor Antonio, episodi de Boccaccio '70, direcció de Federico Fellini
  - Il lavoro, episodi de Boccaccio '70, direcció de Luchino Visconti
  - L'isola di Arturo, direcció de Damiano Damiani
- 1963
  - Il Gattopardo, direcció de Luchino Visconti
  - 8½, direcció de Federico Fellini
  - Il maestro di Vigevano, direcció d'Elio Petri
- 1964
  - Il giornalino di Gian Burrasca, sèrie TV de 8 episodis, direcció de Lina Wertmüller
  - A Midsummer Night's Dream, film TV, direcció de Joan Kemp-Welch
- 1965
  - L'ora di punta, episodi de Oggi, domani, dopodomani, direcció d'Eduardo De Filippo
  - Giulietta degli spiriti, direcció de Federico Fellini
- 1966
  - Spara forte, più forte, non capisco, direcció d'Eduardo De Filippo
- 1967
  - La bisbetica domata (The Taming of the Shrew), direcció de Franco Zeffirelli
- 1968
  - Romeo e Giulietta (Romeo and Juliet), direcció de Franco Zeffirelli
  - Toby Dammit, episodi de Tre passi nel delirio (Histoires extraordinaires), direcció de Federico Fellini
- 1969
  - Block-notes di un regista, film TV, direcció de Federico Fellini
  - Fellini Satyricon, direcció de Federico Fellini

### Dècada de 1970
- 1970
  - Paranoia, direcció d'Umberto Lenzi
  - Waterloo, direcció de Serguei Bondartxuk
- 1971
  - I clowns, film per la TV, direcció de Federico Fellini
- 1972
  - Roma, direcció de Federico Fellini
  - El padrí, direcció de Francis Ford Coppola
- 1973
  - Hi wa shizumi, hi wa noboru, direcció de Koreyoshi Kurahara
  - Amarcord, direcció de Federico Fellini
  - Film d'amore e d'anarchia, ovvero stamattina alle 10 in Via dei Fiori nella nota casa di tolleranza, o també Film d'amore e d'anarchia, direcció de Lina Wertmuller
- 1974
  - El Padrí II, direcció de Francis Ford Coppola
  - L'abdicació (The Abdication), direcció d'Anthony Harvey
- 1975
  - E il Casanova di Fellini?, documentari TV, direcció de Gianfranco Angelucci i Liliane Betti
- 1976
  - Ragazzo di Borgata, direcció de Giulio Paradisi
  - Caro Michele, direcció de Mario Monicelli
  - Il Casanova di Federico Fellini, direcció de Federico Fellini
  - Alle origini della mafia, mini sèrie TV de 5 episodis, direcció d'Enzo Muzii
- 1977
  - Las alegres chicas de "El Molino", direcció de José Antonio de la Loma
- 1978
  - Assaig d'orquestra (Prova d'orchestra), direcció de Federico Fellini
  - Death on the Nile, direcció de John Guillermin
  - Il teatro di Eduardo, direcció d'Eduardo De Filippo
  - La dodicesima Notte, direcció de Giorgio De Lullo
- 1979
  - Ten to Survive
  - Uragano (Hurricane), direcció de Jan Troell

Després de la seva mort, diverses de les seves composicions s'han utilitzat en pel·lícules i ficcions de televisió.